# Antena 3
Antena 3 CNN este un canal de televiziune privat de știri din România. Acesta este deținut de compania Antena 3 S.A., care face parte din grupul Intact, fondat de Dan Voiculescu, condamnat pentru corupție. Emisiunile sale prezintă informații legate de domeniul social și politic, dar și de mediul de afaceri. Directorul general al Antena 3 CNN este Mihai Gâdea. Antena 3 CNN este singurul post de televiziune din România afiliat la CNN International, ceea ce permite fiecăreia dintre cele două televiziuni să preia cu costuri reduse transmisiuni ale celeilalte.  Cu toate acestea, din 2016, unele dintre programele lor au difuzat materiale de știri Fox News, rapoarte despre posibile implicații politice ale lui George Soros în mișcările civice, finanțarea ONG-urilor și protestelor din România și majoritatea ancorelor lor au arătat sprijin și simpatie în timpul alegerilor din 2016 pentru candidatul republican și fost președinte american Donald Trump, deținând în general o atitudine de Alt-right în acest subiect.
Pe 27 februarie 2022, începând cu ora 21, Antena 3 și-a modificat sigla în culorile steagului Ucrainei, pentru a își exprima solidaritatea față de Invazia Rusiei în Ucraina (2022).

## Audiență
Postul are una dintre cele mai bune audiențe dintre televiziunile de știri din România. Un bun exemplu este faptul că în perioada alegerilor din 2012, mai exact pe 10 decembrie în cadrul emisiunii Sinteza Zilei prezentată de Mihai Gâdea, postul de știri s-a bucurat de o audiență de 807.000 oameni.  În cadrul emisiunii, Gâdea i-a avut ca invitați pe Ponta, Antonescu dar și pe Daniel Constantin.
Antena 3 conține în programul său diverse emisiuni asociate nișei sale. Într-un articol din Mediafax se face referire la faptul că una dintre emisiunile acestui post, și anume În Gura Presei prezentată de Mircea Badea este una dintre cele mai căutate emisiuni pe motorul de căutare Google.

### Profilul telespectatorilor
Conform unei analize Forbes, circa 49% din audiența în prime time a Antenei 3 este formată din persoane cu vârste de peste 65 de ani. Grupa de vârstă 55–64 de ani deține o cotă de 32,9% din audiența națională a canalului, cea mai mare de pe segmentul televiziunilor de știri. Cumulat, circa 93,1% din publicul Antenei 3 are vârste de peste 45 de ani. Publicul tânăr are cote procentuale reduse. Grupa de vârstă 18–24 de ani este prezentă în proporție de 1,1%. De asemenea, grupa de vârstă 25–34 de ani deține o pondere de doar 0,9%, cea mai mică de pe nișa știrilor.
Aproape o treime (29,4%) din audiența în prime time a canalului Antena 3 este formată din telespectatori cu studii superioare. Targetul cu studii primare este în proporție de 17,7%, iar cel cu studii medii are o cotă de 52,3%.
Publicul feminin este mai numeros decât cel masculin: 54,4%, respectiv 45,6%. Astfel, Antena 3 este televiziunea cu cel mai numeros public feminin de pe nișa știrilor TV.

## Emisiuni

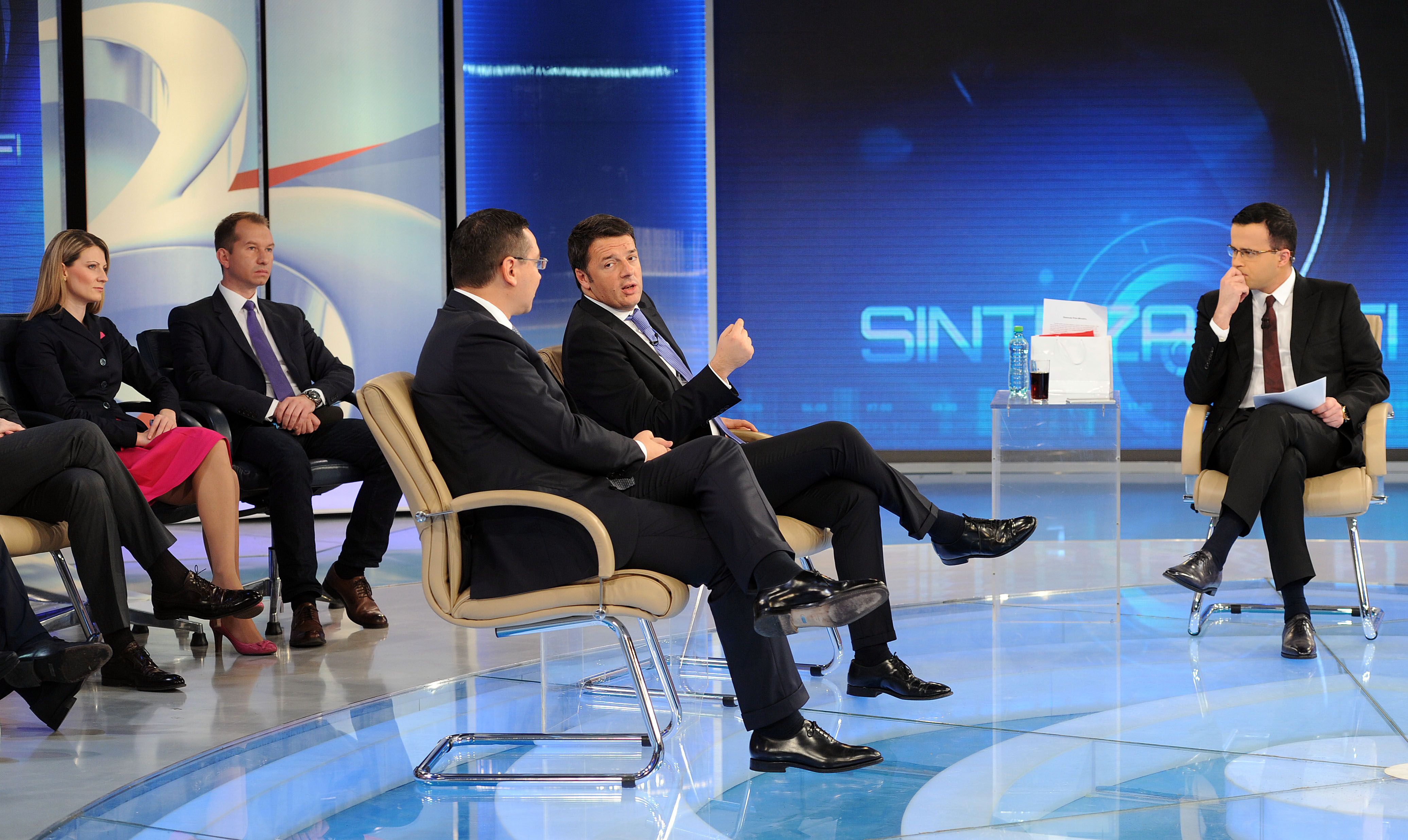
Sinteza zilei: Victor Ponta, Matteo Renzi și Mihai Gâdea (2014)

Pe lângă știri, în grila postului Antena 3 există și o serie de emisiuni. Printre emisiunile care au fost transmise se numără:
| Emisiune              | Prezentator                              | Program                          |
| --------------------- | ---------------------------------------- | -------------------------------- |
| Sinteza Zilei         | Mihai Gâdea Radu Tudor (co-prezentator)  | luni-joi 20:55                   |
| În Gura Presei        | Mircea Badea                             | duminică 23:00 și luni-joi 23:45 |
| News Hour with CNN    | Sabrina Preda Anamaria Roman Sergiu Cora | luni-vineri 18:00                |
| Punctul de Întâlnire  | Radu Tudor                               | luni-vineri 20:00 duminică 21:00 |
| Subiectiv             | Răzvan Dumitrescu                        | luni-vineri 20:00 duminică 21:00 |
| În fața națiunii      | Sabina Iosub                             | luni-vineri 19:00                |
| Adevaruri Ascunse     | Catalina Porumbel                        | sâmbătă 19:00                    |
| Exces de Putere       | Oana Zamfir Adrian Ursu                  | vineri 21:00                     |
| Voi cu Voicu          | Mirela Voicu                             | sâmbătă 21:00                    |
| Be EU                 | Sabina Iosub                             | sâmbătă 09:30                    |
| Sfat de Sanatate      | Andreea Cigolea                          | luni-vineri 08:45 sâmbătă 11:30  |
| Numai de Bine         | Ela Crăciun                              | duminică 11:30                   |
| Show Blitz            | Georgiana Murgila Ana-Maria Bujor        | vineri 23:00                     |
| Income Magazine       | Alex Vlădescu                            | sâmbătă 10:00                    |
| Știrile Dimineții     | Ana Iorga Andrei Tomescu                 | luni-vineri 07:00                |
| Descoperiți           | Andreea Sava                             | sâmbătă 23:00                    |
| Gătit la costum       | Stefan Lungu                             | sâmbătă-duminică 13:30           |
| De-a Viața Ascunselea | Florentina Fantanaru                     | sâmbătă-duminică 14:00           |
| Obiectiv              | Oana Zamfir                              | luni-vineri 15:00                |
| News Magazine         | Mihaela Birzila                          | sâmbătă-duminică 13:00, 17:00    |
| Agricool              | Loredana Cofari                          | sâmbătă 09:00                    |
| Dar și Har            | Maria Coman                              | sâmbătă 00:05                    |
| Pe Cuvânt             | Ana Iorga                                | luni-vineri 10:40                |
| 24 IT                 | Iulia Nagy Laurentiu Matache             | duminică 09:30                   |

## Poziționare
Antena 3 s-a remarcat prin critica vehementă și constantă la adresa lui Traian Băsescu, președintele României și a apropiaților acestuia prin prezentarea unor subiecte sensibile ca:
- achiziționarea de către președinte a casei de pe strada Mihăileanu;
- investigațiile referitoare la răpirea jurnaliștilor români în Irak;
- privatizarea Alro Slatina;
- relațiile notarului Ioana Băsescu, fiica președintelui, cu firma Gazprom;
- procesul în care a fost implicat Mircea Băsescu, fratele președintelui;
- afacerile lui Costel Cășuneanu, în special cele legate de asfaltarea unor drumuri.

## Critici
De-a lungul existenței sale, Antena 3 a fost criticată și amendată pentru dezinformare, manipulare și partizanat în legătură cu politica României. Într-un articol din decembrie 2018, organizația „Reporteri fără frontiere” opina că postul Antena 3 este folosit ca instrument de propagandă mediatică.

## Sancțiuni
Canalul este criticat și amendat de Consiliul Național al Audiovizualului pentru nerespectarea regulamentului audiovizualului.
| Data amendării | Sancțiune | Decizie |
| -------------- | --- | --- |
| 26.10.2021     | 20.000 lei | Ediția din 13.09.2021 a emisiunii „Subiectiv” , moderată de Răzvan Dumitrescu. Radiodifuzorul a încălcat dispozițiile art. 3 alin. (2) din Legea audiovizualului nr. 504 / 2002, conform cărora „Toți furnizorii de servicii media audiovizuale au obligația să asigure informarea obiectivă a publicului prin prezentarea corectă a faptelor și evenimentelor și să favorizeze libera formare a opiniilor” și pe cele ale art. 64 alin. (1) lit. a), b) din Codul de reglementare a conținutului audiovizual [„În virtutea dreptului fundamental al publicului la informare, furnizorii de servicii media audiovizuale trebuie să respecte următoarele principii : a) asigurarea unei distincții clare între fapte și opinii ; b) informarea cu privire la un subiect, fapt sau eveniment să fie corectă, verificată și prezentată în mod imparțial și cu bună-credință”]. |
| 21.10.2021     | 40.000 lei | Încălcarea prevederilor art. 64 alin. (1) lit. a), b) și ale art. 66 din Codul audiovizualului, precum și a dispozițiilor art. 3 alin. (2) din Legea audiovizualului, la difuzarea emisiunii „Subiectiv” din 19.07.2021 ; |
| 13.10.2021     | 5.000 lei | În edițiile de știri și dezbateri din 08 august 2021, a prezentat un subiect referitor la fraudarea alegerilor locale din sectorul 1 al capitalei, fără a se asigura că informațiile oferite să fie corecte, verificate și prezentate în mod imparțial și cu bună-credință, fiind încălcate dispozițiile art. 64 din Codul audiovizualului. |
| 12.10.2021     | 5.000 lei | Încălcarea dispozițiilor art. 40 alin. (5) din Codul de reglementare a conținutului audiovizual în cadrul emisiunii „Exces de putere”, ediția din 06.08.2021 [„Moderatorii, prezentatorii și realizatorii programelor au obligația să nu folosească și să nu permită invitaților să folosească un limbaj injurios sau să instige la violență”] |
| 07.10.2021     | somație publică | Emisiunea ’’Obiectiv’’ din 06.05.2021, în care s-a discutat subiectul legat de vânătoarea organizată în luna martie 2021 în județul Covasna și de împușcarea ursului Arthur, a fost difuzată cu încălcarea prevederilor privind asigurarea echilibrului și imparțialității opiniilor în informarea privind subiecte de interes public general reglementate de art. 66 din Codul audiovizualului. |
| 05.10.2021     | somație publică | Ediția din 17 mai 2021 a emisiunii “Sinteza zilei” a fost difuzată cu încălcarea art. 66 din Codul audiovizualului care stabilește că informarea în probleme de interes public trebuie să asigure imparțialitatea și echilibrul și să fie favorizată libera formare a opiniilor, prin prezentarea principalelor puncte de vedere aflate în opoziție, în perioada în care problemele sunt în dezbatere publică. De asemenea, la aplicarea sancțiunii, Consiliul a reținut și nerespectarea art. 71 din același act normativ care prevede comunicarea obligatorie către public a unor informații în cazul prezentării unor sondaje de opinie, cum sunt cele referitoare la perioada în care a fost efectuat sondajul, metodologia utilizată, dimensiunea eșantionului și marja maximă de eroare. |
| 05.10.2021     | 30.000 lei | În cadrul emisiunii ”Subiectiv” din 30 mai 2021, în contextul desfășurării activității de vaccinare, a fost prezentat doar punctul de vedere al invitatului emisiunii, referitor la vaccinarea și la posibile efecte adverse ale acestuia, fără a fi prezentat și un punct de vedere contrar celui exprimat de invitatul emisiunii, astfel încât, nu a fost asigurată o informare imparțială a publicului și un echilibru al opiniilor pentru a favoriza libera formare a acestora, fapt ce contravine prevederilor art. 66 din Codul audiovizualului. |
| 22.09.2021     | 5.000 lei | În ediția din 28.04.2021 a emisiunii Subiectiv a difuzat un subiect referitor la vaccinarea anti-COVID fără a asigura informarea în mod imparțial și cu bună credință a publicului și fără a asigura o distincție clară între fapte și opinii, fiind încălcate prevederile art. 64 din Codul audiovizualului. |
| 22.09.2021     | somație publică | În cadrul unor emisiuni de dezbateri difuzate pe parcursul zilei de 7 aprilie 2021 au fost difuzate imagini de la înmormântarea unei persoane, cu nerespectarea prevederilor art. 41 din Codul audiovizualului. |
| 22.09.2021     | 5.000 lei | Emisiunea ”Esențial” din 23 aprilie 2021 a avut un conținut de natură să contravină dispozițiilor art. 17 din Codul audiovizualului privind asigurarea protecției minorilor în cadrul serviciilor de programe audiovizuale. |
| 21.09.2021     | somație publică | În cadrul edițiilor emisiunii “Sinteza zilei” din 5 și 6 iulie 2021, în contextul subiectului referitor la presupusa blocare a unor proiecte de către edilul sectorului 1, nu a fost asigurată informarea obiectivă a publicului prin prezentarea corectă a faptelor și nu a favorizat libera formare a opiniilor, fapt ce contravine art. 3 din Legea audiovizualului. De asemenea, în același context, au fost formulate acuzații la adresa primarului sectorului 1, fără a fi prezentat punctul de vedere al acestei persoane, nu a fost respectat principiul audiatur et altera pars, care presupune condiții nediscriminatorii de exprimare până la finalul aceluiași program, iar moderatorul nu a solicitat interlocutorilor să probeze afirmațiile acuzatoare, pentru a permite publicului să evalueze cât de justificate, încălcându-se astfel prevederile art. 40 din Codul audiovizualului. |
| 21.09.2021     | 5.000 lei | Emisiunea ”Punctul de întâlnire” din 7 iulie 2021 s-a difuzat cu încălcarea dispozițiilor art. 40 din Codul audiovizualului care impun obligația radiodifuzorului de a respecta dreptul la imagine al persoanei prin prezentarea unui punct de vedere al acesteia față de faptele ilegale sau imorale imputate în cadrul programului și obligația moderatorului de a solicita ferm interlocutorilor să probeze afirmațiile acuzatoare, pentru a permite publicului să evalueze cât de justificate sunt acestea. De asemenea, sancțiunea a fost aplicată și pentru încălcarea prevederilor art. 64 din Codul audiovizualului, de a asigura distincția clară între fapte și opinii și de a informa publicul cu privire la un subiect, fapt sau eveniment în mod imparțial și cu bună credință. |
| 16.09.2021     | somație publică | În cadrul emisiunilor Sinteza zilei din 17 și 22 martie și Subiectiv, din 21 martie 2021, în care a fost abordat subiectul privind schema de tratament COVID a medicului Flavia Groșan, nu a asigurat o distincție clară între fapte și opinii și nici o informare imparțială și cu bună-credință a publicului, așa cum avea obligația legală potrivit prevederilor art.64 din Codul audiovizualului, iar titlurile afișate pe ecran nu au reflectat cât mai fidel esența faptelor și datelor prezentate, ceea ce contravine dispozițiilor art. 65 din aceeași normă. De asemenea, sancțiunea a fost aplicată pentru nerespectarea dispozițiilor art. 46¹ din același act normative, care prevede că relatările sub orice formă despre ameliorarea și/sau vindecarea bolilor, indiferent de metodele folosite, nu se pot face decât prin prezentarea opiniei unui medic specialist cu privire la diagnosticele medicale, inițial și final. |
| 08.06.2021     | somație publică | În ediția din 25 mai 2021 a emisiunii „Sinteza zilei” au fost formulate acuzații de natură penală și morală la adresa unei persoane, fără ca moderatorul emisiunii să îi solicite un punct de vedere cu privire la faptele imputate, ceea ce a condus la prejudicierea imaginii acesteia, fiind încălcalcate dispozițiile art. 40 din Codul audiovizualului. De asemenea, emisiunea a fost difuzată cu încălcarea art. 64 din același act normativ, conform căruia informarea cu privire la un subiect, fapt sau eveniment să fie corectă, verificată și prezentată în mod imparțial și cu bună-credință. |
| 27.05.2021     | somație publică | În timpul emisiunii ”Punctul de întâlnire”, ediția din 31 ianuarie 2021, au fost făcute afirmații acuzatoare de natură penală la adresa unei persoane fără să-i solicite un punct de vedere cu privire la aceste acuzații, nerespectându-se astfel principiul audiatur et altera pars prevăzut la art. 40 din Codul audiovizualului. De asemenea, informarea publicului cu privire la încetarea raportului de serviciu al respectivei persoane nu a fost corectă, verificată și prezentată cu imparțialitate, în sensul că radiodifuzorul nu a prezentat și punctul de vedere al acesteia cu privire la aspectul discutat, inducând ideea publicului că aceasta a fost înlăturată din funcție ca urmare a demersurilor făcute de jurnalista Antenei 3 și nu în urma încetării raportului de serviciu prin acordul părților, încălcându-se astfel prevederile art. 64 din același act normativ. |
| 03.12.2020     | somație publică | În cadrul unor emisiuni destinate campaniei electorale difuzate în perioada 13- 19 noiembrie 2020 nu a informat publicul cu privire la calitatea de candidat a unor persoane sau, în alte situații, numele și calitatea persoanelor invitate nu au fost vizibile pe ecran la momentul intervenției acestora. Conform prevederilor art. 8 din Decizia CNA nr. 603/2020 privind regulile de desfășurare în audiovizual a campaniei electorale pentru alegerea Senatului și a Camerei Deputaților din anul 2020, radiodifuzorii sunt obligați să precizeze calitatea în care se exprimă persoanele invitate în emisiuni, cum ar fi cea de candidat sau de reprezentant al acestuia; în cazul posturilor de televiziune, numele și calitatea persoanelor invitate vor fi vizibile pe ecran la momentul intervenției acestora.” |
| 24.11.2020     | somație publică | În cadrul unor emisiuni de dezbatere electorală, difuzate în perioada 6-12 noiembrie 2020, nu a fost precizată calitatea în care s-au exprimat persoanele invitate, cum ar fi cea de candidat sau de reprezentant al acestuia, fapt ce contravine prevederilor art. 8 din Decizia nr. 603/2020 privind respectarea regulilor de desfășurare în audiovizual a campaniei electorale pentru alegerea Senatului și a Camerei Deputaților din anul 2020. Sancțiunea a fost aplicată și pentru faptul că, în două sondaje de opinie difuzate în emisiunea Subiectiv din 11 noiembrie 2020, radiodifuzorul nu a prezentat informații privind marja maximă de eroare la nivelul întregului eșantion, cine a solicitat și cine a plătit efectuarea sondajului de opinie, astfel cu prevăd dispozițiile art. 12 din același act normativ. |
| 17.11.2020     | somație publică | Emisiunea de Știri, ediția din 31 octombrie 2020, în care a fost prezentat un subiect referitor la o petrecere privată, a fost difuzată cu încălcarea dreptului publicului la o informare cu bună credință, în baza unor informații verificate, fiind încălcate prevederile art. 64 din Codul audiovizualului |
| 17.11.2020     | somație publică | În cadrul ediției ”Punctul de întâlnire” din 23 octombrie 2020, a fost difuzat un material înregistrat în care au fost făcute afirmații acuzatoare la adresa reprezentanților unei fundații, fără să prezinte punctele de vedere ale acestora și să precizeze dacă persoanele în cauză au refuzat să-și exprime opiniile cu privire la aceste acuzații sau dacă au fost contactate, în mod repetat, astfel cum prevede norma la art. 40 din Codul audiovizualului |
| 14.10.2020     | somație publică | În cadrul emisiunii „Previziuni” din 29.07.2020, în cadrul a două ediții de știri, a difuzat un material înregistrat care a conținut acuzații de natură morală și penală la adresa fostului șef al Agenției Naționale Antidrog, fără a fi prezentată opinia acestuia cu privire la faptele imputate, astfel cum prevede art. 40 din Codul audiovizualului. De asemenea, în temeiul aceleiași norme legale, moderatorul emisiunii avea obligația de a solicita dovezi unui invitat care a intervenit în emisiune, formulând, la rândul său, acuzații la adresa aceleiași persoane. |
| 01.10.2020     | 15.000 lei | În cadrul edițiilor emisiunii ”Sinteza zilei” din 15, 20, 21, 22 și 24 septembrie 2020, nu a asigurat o informare corectă, obiectivă și prezentată cu bună-credință pentru a favoriza libera formare a opiniilor, o distincție clară între fapte și opinii și nici imparțialitatea și echilibrul discuțiilor prin expunerea principalelor puncte de vedere aflate în opoziție, fapt ce contravine prevederilor art. 3 din Legea audiovizualului, 64 și 66 din Codul audiovizualului. De asemenea, în cadrul edițiilor menționate au fost făcute afirmații acuzatoare atât de către invitați, cât și de moderator, la adresa unor candidați la Primăria Capitalei și la Primăria sectorului 6 (ediția din 22 septembrie 2020), fără ca radiodifuzorul să respecte principiul audiatur et altera pars și să le solicite persoanelor acuzate punctele de vedere pentru a se apăra, iar invitaților să probeze aceste acuzații, pentru a permite publicului să evalueze cât de justificate sunt acestea, încălcându-se astfel prevederile art. 40 din Codul audiovizualului.                                                       |
| 24.09.2020     | somație publică | În emisiunile „Sinteza zilei” din 13 septembrie 2020, „Esențial” și „Ediție specială” din 16 septembrie 2020, nu a fost prezentată calitatea de candidați a unor invitați sau intervenienți telefonic, fapt ce contravine prevederilor art. 5 alin. din Decizia nr. 475/ 2020 privind regulile de desfășurare în audiovizual a campaniei electorale pentru alegerile locale din anul 2020. |
| 17.09.2020     | somație publică | În cadrul emisiunilor de dezbateri, din perioada 04-10 septembrie 2020, nu a fost precizată calitatea persoanelor invitate, cum ar fi cea de candidat al unui partid sau de reprezentant al acestuia, iar în unele cazuri, numele și calitatea persoanelor invitate nu au fost vizibile pe ecran la momentul intervenției acestora, fapt ce contravine art. 8 din Decizia nr. 475/2020 privind regulile de desfășurare în audiovizual a campaniei electorale pentru alegerile locale din anul 2020. |
| 17.09.2020     | 5.000 lei | În cadrul emisiunii ”Sinteza Zilei” din 8 septembrie 2020 a fost prezentat exclusiv punctul de vedere al unui candidat la Primăria sectorului 1, nu și pe cel al contracandidatului său la adresa căruia au fost formulate acuzații, astfel încât, nu a fost asigurată o informare imparțială a publicului și un echilibru al opiniilor pentru a favoriza libera formare a acestora, fapt ce contravine prevederilor art. 66 din Codul audiovizualului. |
| 16.09.2020     | somație publică | În cazul prezentării unui sondaj de opinie cu conținut electoral, în cadrul emisiunii „Sinteza zilei” din data de 31 august 2020, nu a prezentat și informațiile obligatorii prevăzute de lege referitor la data sau intervalul de timp în care a fost efectuat sondajul, metodologia utilizată, dimensiunea eșantionului, marja maximă de eroare, cine a solicitat și cine a plătit efectuarea sondajului. Sancțiunea a fost aplicată, de asemenea, și pentru că o transmisiune directă privind activități de campanie, prezentată în cadrul emisiunii „Previziuni” din data de 3 septembrie 2020, nu a fost identificată ca atare și semnalată prin marcajul „emisiune electorală”, afișat în mod vizibil pe toată durata difuzării, așa cum impun dispozițiile Deciziei CNA nr. 475/2020 privind regulile de desfășurare în audiovizual a campaniei electorale pentru alegerile locale din anul 2020. |
| 10.09.2020     | somație publică | Știrea din 20 august 2020, având ca subiect implicarea unui vlogger într-un accident rutier nu a fost verificată în prealabil cu privire la veridicitatea acestei informații, care, ulterior, s-a dovedit a nu fi reală, încălcându-se astfel art. 64 din Codul audiovizualului. |
| 19.03.2020     | somație publică | În cadrul unor emisiuni difuzate în perioada 24-28 februarie, 4, 11 și 14 martie 2020 a difuzat informații referitoare la situația impusă de apariția pandemiei de 12 COVID 19 cu încălcarea art. 65 și 75 din Codul audiovizualului, prevederi referitoare la informarea corectă a publicului. |
| 19.03.2020     | somație publică | În edițiile emisiunii Sinteza zilei din 12 și 18 februarie 2020, precum și în emisiunea Esențial din 13 februarie 2020, au fost formulate acuzații nedovedite la adresa unor procurori și magistrați, fără a fi prezentat punctul de vedere al acestora cu privire la faptele imputate, iar moderatorul nu a solicitat ferm interlocutorilor să probeze acuzațiile, fapte ce contravin dispozițiilor art. 40 din Codul audiovizualului. De asemenea, dezbaterile au fost difuzate cu încălcarea principiilor de informare corectă și imparțială a publicului, prevăzute de art. 64 din Codul audiovizualulu |
| 25.02.2020     | somație publică | În timpul emisiunii ”Sinteza zilei” din 30 ianuarie 2020, în care s-a discutat despre demiterea de către ministrul Muncii a unei persoane angajate la această instituție, nu a fost prezentat punctul de vedere al ministrului pentru a-și expune motivele pentru care a luat această decizie și nici al reprezentantului firmei private de mentenanță a liftului, în vederea clarificării situației discutate, pentru ca publicul să-și formeze liber opinia cu privire la subiectul dezbătut. |
| 28.11.2019     | somație publică | În contextul dezbaterii unor subiecte referitoare la campania electorală, în cadrul emisiunii ’Descoperiți” din 16 noiembrie 2019, au fost făcute afirmații defăimătoare la adresa originii germane a șefului statului, care candida pentru un nou mandat de președinte, iar în emisiunea ‘’Sinteza zilei’’ din 17 noiembrie 2019, unii dintre invitați au folosit un limbaj jignitor |
| 01.10.2019     | 30.000 lei | În cadrul ediției din 14 august 2019 a emisiunii Sinteza Zilei au fost încălcate prevederile legale privind respectarea dreptului la imagine al persoanei și a principiului audiatur et altera pars, în condițiile în care, în emisiune nu au fost prezentate punctele de vedere ale persoanelor la adresa cărora au fost formulate acuzații privind fapte de natură penală sau morală. De asemenea, membrii Consiliului au constatat că modul de prezentare și conținutul ediției din 14 august 2019 a emisiunii Sinteza zilei au fost de natură să prejudicieze și dreptul publicului la o informare corectă, radiodifuzorul încălcând și prevederile ca îl obligă la o prezentare corectă, imparțială și cu bună-credință a informațiilor referitoare la un subiect, fapt sau eveniment, dar și pe cele privind asigurarea echilibrului punctelor de vedere și favorizarea liberei formări a opiniilor |
| 05.09.2019     | somație publică | În cadrul știrii difuzate în 14 iulie 2019 de la ora 15.00 a fost folosit un limbaj instigator la violență, fără ca prezentatoarea să intervină, așa cum avea obligația conform prevederilor art. 40 din Codul audiovizualului, potrivit cărora moderatorii, prezentatorii și realizatorii programelor au obligația să nu folosească și să nu permită invitaților să folosească un limbaj injurios sau să instige la violență. |
| 20.08.2019     | somație publică | În emisiunea „News Magazine” din 20.07.2019, a fost przentată corespondența dintre două persoane, fără a fi însoțită de punctul de vedere al acestora, fapt ce contravine dispozițiilor art. 38 din Codul audiovizualului. |
| 25.07.2019     | | Cu privire la spotul „Urofix”, difuzat în perioada 01- 03.07.2019: O astfel de promovare este de natură să inducă în eroare publicul cu privire la corectitudinea informațiilor prezentate în spot, fapt de natură a prejudicia interesele acestuia în calitate de consumator. Or, principiile de informare corectă și de asigurare a unei concurențe loiale trebuie să guverneze orice comunicare comercială audiovizuală. |
| 04.06.2019     | somație publică | În ediția din 13 mai 2019 a emisiunii „Ediție specială”, precum și în ediția din 16 mai 2019 a emisiunii „Sinteza zilei” au fost formulate acuzații de natură penală și morală la adresa unor persoane, fără ca moderatorii să le solicite un punct de vedere cu privire la faptele imputate, ceea ce a condus la prejudicierea imaginii acestora, fiind încălcalcate dispozițiile art. 40 din Codul audiovizualului. |
| 04.06.2019     | somație publică | În ediția din 13 mai 2019 a emisiunii „Ediție specială”, precum și în ediția din 16 mai 2019 a emisiunii „Sinteza zilei” au fost formulate acuzații de natură penală și morală la adresa unor persoane, fără ca moderatorii să le solicite un punct de vedere cu privire la faptele imputate, ceea ce a condus la prejudicierea imaginii acestora, fiind încălcalcate dispozițiile art. 40 din Codul audiovizualului. În cadrul emisiunii „Breaking news” din 21 mai 2019, de la ora 11.00, a prevederilor art. 65 din Codul audiovizualului care impun ca între subiectul tratat și imaginile ce însoțesc comentariul să existe o conexiune reală. De asemenea, sancțiunea a fost aplicată și pentru difuzarea, în ziua de 26 mai 2019, a rezultatelor unui sondaj exit poll anterior orei 21.00, ora de închidere a urnelor de vot, faptă de natură să contravină dispozițiilor art. 16 din Decizia 308/2019. |
| 28.05.2019     | somație publică | În cadrul emisiunii „Sinteza zilei” din 17 aprilie 2019, în contextul subiectului despre posibila numire a procurorului general la Curtea Constituțională a României, unul dintre invitați s-a exprimat în termeni vulgari, fapt ce contravine art. 18 din Codul audiovizualului. Iar în ediția emisiunii „Sinteza zilei” din 21 aprilie 2019, în comentariul cu referire la liderii Uniunii Europene, nu a fost asigurată informarea corectă a publicului, prin asigurarea unei distincții clare între fapte și opinii, așa cum prevede art. 64 din Codul audiovizualului. De asemenea, în emisiunea „Obiectiv” din 3 aprilie 2019 au fost aduse acuzații nedovedite la adresa unor persoane publice și nu a fost prezentat punctul de vedere al acestora, potrivit art. 40 din același act normativ. |
| 07.05.2019     | somație publică | Edițiile din 13 și 26 martie 2019 ale emisiunii „Sinteza zilei” au fost difuzate cu încălcarea prevederilor privind asigurarea echilibrului și imparțialității opiniilor în informarea privind subiecte de interes public general și a celor privind interzicerea utilizării de către moderatorii programelor audiovizuale a unui limbaj jignitor. De asemenea, la aplicarea sancțiunii Consiliul a reținut și nerespectarea, în edițiile din 27 februarie și 21 martie 2019 ale emisiunii „Punctul de întâlnire”, a dispozițiilor legale privind informarea imparțială și cu bună- credință a publicului și a celor privind informațiile obligatoriu a fi comunicate telespectatorilor în cazul prezentării unor sondaje de opinie. |
| 16.04.2019     | 5.000 lei | În edițiile emisiuni „Sinteza zilei” din 6 și 11 martie 2019 moderatoru nu a solicitat interlocutorului să probeze afirmațiile acuzatoare, pentru a permite publicului să evalueze cât de justificate sunt acestea, iar în emisiunea „Ediție specială” din 10 martie, au fost aduse acuzații nedovedite și nu a fost prezentat punctul de vedere al persoanei vizate, așa cum dispune art. 40 din Codul audiovizualului. 11 De asemenea, în emisiunea „În gura presei” din 08 martie 2019 prezentatorul acesteia a folosit un limbaj injurios la adresa fostului șef al Direcției Naționale Anticorupție, încălcându-se astfel norma potrivit căreia moderatorii, prezentatorii și realizatorii programelor au obligația să nu folosească și să nu permită invitaților să folosească un limbaj injurios sau să instige la violență. |
| 21.02.2019     | 5.000 lei | În cadrul ediției News Magazine din data de 09.12.2018, a prezentat, cu încălcarea prevederilor art. 64 din Codul audiovizualului, o știre cu titlurile „PLAN DE ULTIMĂ ORĂ: CEI 4 CARE VOR SĂ RUPĂ VESTUL; MANEVRE PENTRU RUPEREA ROMÂNIEI”. Astfel, membrii Consiliului au constatat că, la prezentarea respectivului subiect, s-au încălcat principiile referitoare la corectitudinea, imparțialitatea și buna credință ce trebuie să guverneze informarea publicului, în condițiile în care radiodifuzorul a înțeles să prezinte înțelegerea semnată de patru edili de municipii referitoare la dezvoltarea economico- socială a comunităților respective într-o manieră subiectivă, tendențioasă și părtinitoare. De asemenea, sancțiunea a fost aplicată și pentru că în data de 1 decembrie 2018 difuzarea știrii sub titlul “AUTOCAR CU COPII ROMÂNI, ATACAT LA BUDAPESTA.” s-a făcut cu încălcarea dispozițiilor art. 65 din Codul audiovizualului care impun ca în emisiunile de știri și dezbateri, radiodifuzorii trebuie să respecte regula privind rigoarea și acuratețea în redactarea și prezentarea știrilor. |
| 19.02.2019     | 15.000 lei | În perioada octombrie-decembrie 2018, în mai multe emisiuni de dezbateri au fost formulate acuzații de natură penală și morală la adresa unor persoane, fără a li se solicita un punct de vedere cu privire la faptele imputate, iar în unele a fost folosit un limbaj injurios, ceea ce a condus la prejudicierea imaginii acestora, fiind încălcalcate dispozițiile art. 40 din Codul audiovizualului. De asemenea, a fost încălcat drepul la informare a publicului, întrucât informațiile prezentate în cadrul unora dintre emisiuni nu au fost verificate și nici formulate în mod imparțial și echilibrat, publicul neavând posibilitatea de a-și forma în mod liber opinia, ceea ce contravine art. 64 din Codul audiovizualului. |
| 07.02.2019     | somație publică | În cadrul edițiilor emisiunii „Adevăruri ascunse” din 29 septembrie și 20 octombrie 2018, a fost făcută publicitate mascată unei firme și produselor acesteia, faptă ce contravine art. 29 alin. (1) din Legea audiovizualului, care interzice o astfel de publicitate. |
| 29.01.2019     | 35.000 lei | În perioada februarie-septembrie 2018, în cadrul mai multor emisiuni, au fost încălcate în mod repetat prevederile privind protecția demnității umane și a dreptului la propria imagine a persoanei. Astfel, în contextul dezbaterilor unor subiecte, au fost aduse acuzații nedovedite la adresa unor persoane sau instituții publice, nu a fost respectat principiul audiatur et altera pars, iar moderatorii nu au solicitat interlocutorilor să probeze acuzațiile, folosindu-se un limbaj injurios și utilizându-se cu rea-credință numele unei persoane. Toate aceste fapte constatate contravin flagrant prevederilor art. 40 din Codul audiovizualului. |
| 15.01.2019     | somație publică | În emisiunea “Exces de putere”, difuzată pe 02 noiembrie 2018, moderatorul emisiunii nu a citit dreptul la replică în forma în care a fost transmis postului de televiziune, ci a comentat conținutul acestuia, fapt interzis de prevederile art. 57 din Codul audiovizualului. |
| 15.03.2018     | 10.000 lei | În emisiunea „Subiectiv” din 17.12.2017, informațiile despre senatorul Mihai Goțiu nu au fost verificate și prezentate în mod imparțial și cu bună- credință, pentru a asigura o informare obiectivă a publicului, fapt ce contravine prevederilor art 64 din Codului audiovizualului. |
| 13.03.2018     | somație publică | În cadrul emisiunii „Sinteza zilei” din 14 septembrie2017, moderatorul a folosit un limbaj injurios la adresa celor care își exprimaseră indignarea cu privire la incidentul ce avusese loc la o altă televiziune, când un invitat fusese lovit de un altul. |
| 13.02.2018     | Să acorde dreptul la rectificare organizației AUTISM ROMÂNIA - Asociației Părinților Copiilor cu Autism, în condițiile prevăzute de Codul Audiovizualului | Să acorde dreptul la rectificare organizației AUTISM ROMÂNIA - Asociației Părinților Copiilor cu Autism, în condițiile prevăzute de Codul Audiovizualului |
| 18.01.2018     | 12.000 lei | În perioada 13-17 decembrie 2017 a difuzat, la ore accesibile minorilor, în cadrul emisiunilor de știri și de dezbateri, de 286 ori, înregistrările camerelor de supraveghere din stațiile de metrou în care au avut loc o crimă și o tentativă de omor, înregistrări de natură a afecta grav dezvoltarea fizică, mentală și morală a minorilor |
| 21.11.2017     | 30.000 lei | În emisiunea “Sinteza zilei” din 24 mai 2017 au fost aduse acuzații nedovedite unei persoane publice și fără punctul de vedere al acesteia, fapt ce contravine prevederilor art. 40 din Codul audiovizualului. |